# Lieutenant-gouverneur de l'Idaho
Le lieutenant-gouverneur de l'Idaho est un élu du gouvernement de l'État de l'Idaho aux États-Unis. Selon la Constitution de l'Idaho, le lieutenant-gouverneur est élu pour un mandat de quatre ans. Il préside le Sénat de l'État et remplace le gouverneur en cas de vacance du poste.

## Liste des lieutenants-gouverneurs de l'Idaho
| #                                                    | Nom                 | Date de mandat                      | Parti politique               |
| ---------------------------------------------------- | ------------------- | ----------------------------------- | ----------------------------- |
| 1                                                    | N. B. Willey        | octobre 1890 - décembre 1890        | Républicain                   |
| 2                                                    | John S. Gray        | Décembre 1890 - 2 janvier 1893      | Républicain                   |
| 3                                                    | F. B. Willis        | 2 janvier 1893 - 7 janvier 1895     | Républicain                   |
| 4                                                    | F. J. Mills         | 7 janvier 1895 - 4 janvier 1897     | Républicain                   |
| 5                                                    | George F. Moore     | 4 janvier 1897 - 2 janvier 1899     | Démocrate, Populiste          |
| 6                                                    | J. H. Hutchinson    | 2 janvier 1899 - 7 janvier 1901     | Silver Républicain, Démocrate |
| 7                                                    | Thomas F. Terrell   | 7 janvier 1901 - 5 janvier 1903     | Démocrate                     |
| 8                                                    | James M. Stevens    | 5 janvier 1903 - 2 janvier 1905     | Républicain                   |
| 9                                                    | Burpee L. Steeves   | 2 janvier 1905 - 7 janvier 1907     | Républicain                   |
| 10                                                   | Ezra A. Burrell     | 7 janvier 1907 - 4 janvier 1909     | Républicain                   |
| 11                                                   | Lewis H. Sweetser   | 4 janvier 1909 - 6 janvier 1913     | Républicain                   |
| 12                                                   | Herman H. Taylor    | 6 janvier 1913 - 1er janvier 1917   | Républicain                   |
| 13                                                   | Ernest L. Parker    | 1er janvier 1917 - 6 janvier 1919   | Démocrate                     |
| 14                                                   | Charles C. Moore    | 6 janvier 1919 - 1er janvier 1923   | Républicain                   |
| 15                                                   | H. C. Baldridge     | 1er janvier 1923 - 3 janvier 1927   | Républicain                   |
| 16                                                   | O. E. Hailey        | 3 janvier 1927 - 7 janvier 1929     | Républicain                   |
| 17                                                   | W. B. Kinne         | 7 janvier 1929 - 30 septembre 1929  | Républicain                   |
| Vacance du poste : 30 septembre - 25 octobre 1929    |                     |                                     |                               |
| 18                                                   | O. E. Hailey        | 25 octobre 1929 - 5 janvier 1931    | Républicain                   |
| 19                                                   | G. P. Mix           | 5 janvier 1931 - 2 janvier 1933     | Démocrate                     |
| 20                                                   | George E. Hill      | 2 janvier 1933 - 7 janvier 1935     | Démocrate                     |
| 21                                                   | G. P. Mix           | 7 janvier 1935 - 4 janvier 1937     | Démocrate                     |
| 22                                                   | Charles C. Gossett  | 4 janvier 1937 - 2 janvier 1939     | Démocrate                     |
| 23                                                   | Donald S. Whitehead | 2 janvier 1939 - 6 janvier 1941     | Républicain                   |
| 24                                                   | Charles C. Gossett  | 6 janvier 1941 - 4 janvier 1943     | Démocrate                     |
| 25                                                   | Edwin Nelson        | 4 janvier 1943 - 1er janvier 1945   | Républicain                   |
| 26                                                   | Arnold Williams     | 1er janvier 1945 - 17 novembre 1945 | Démocrate                     |
| Vacance du poste : 17 novembre 1945 - 20 mars 1946   |                     |                                     |                               |
| 27                                                   | A. R. McCabe        | 20 mars 1946 - 6 janvier 1947       | Démocrate                     |
| 28                                                   | Donald S. Whitehead | 6 janvier 1947 - 1er janvier 1951   | Républicain                   |
| 29                                                   | Edson H. Deal       | 1er janvier 1951 - 3 janvier 1955   | Républicain                   |
| 30                                                   | J. Berkeley Larsen  | 3 janvier 1955 - 5 janvier 1959     | Républicain                   |
| 31                                                   | W. E. Drevlow       | 5 janvier 1959 - 2 janvier 1967     | Démocrate                     |
| 32                                                   | Jack M. Murphy      | 2 janvier 1967 - 6 janvier 1975     | Républicain                   |
| 33                                                   | John V. Evans       | 6 janvier 1975 - 24 janvier 1977    | Démocrate                     |
| Vacance du poste : 24 janvier 1977 - 28 janvier 1977 |                     |                                     |                               |
| 34                                                   | William J. Murphy   | 28 janvier 1977 - 1er janvier 1979  | Démocrate                     |
| 35                                                   | Philip E. Batt      | 1er janvier 1979 - 3 janvier 1983   | Républicain                   |
| 36                                                   | David H. Leroy      | 3 janvier 1983 - 5 janvier 1987     | Républicain                   |
| 37                                                   | Butch Otter         | 5 janvier 1987 - 3 janvier 2001     | Républicain                   |
| Vacance du poste : 3 janvier 2001 - 30 janvier 2001  |                     |                                     |                               |
| 38                                                   | Jack Riggs          | 30 janvier 2001 - 6 janvier 2003    | Républicain                   |
| 39                                                   | Jim Risch           | 6 janvier 2003 - 26 mai, 2006       | Républicain                   |
| Vacance du poste : 26 mai 2006 - 15 juin 2006        |                     |                                     |                               |
| 40                                                   | Mark Ricks          | 15 juin 2006 - 1er janvier 2007     | Républicain                   |
| 41                                                   | Jim Risch           | 1er janvier 2007 - 3 janvier 2009   | Républicain                   |
| Vacance du poste : 3 janvier 2009 - 6 janvier 2009   |                     |                                     |                               |
| 42                                                   | Brad Little         | 6 janvier 2009 - 7 janvier 2019     | Républicain                   |
| 43                                                   | Janice McGeachin    | 7 janvier 2019 - en cours           | Républicain                   |